# Sergei Alexandrowitsch Moschajew
Sergei Alexandrowitsch Moschajew (russisch Сергей Александрович Можаев, wiss. Transliteration Sergej Aleksandrovič Možaev; * 22. Februar 1988 in Tschussowoi) ist ein ehemaliger russischer Freestyle-Skier. Er startete in der Disziplin Skicross.

## Werdegang
Moschajew wurde bei der Winter-Universiade 2009 in Yabuli Neunter und nahm im Dezember 2009 in Innichen erstmals am Freestyle-Skiing-Weltcup teil, wobei er den 77. Platz errang. In der Saison 2010/11 wurde er mit drei Top-Zehn-Platzierungen, darunter Platz drei in Val Thorens Vierter in der Skicross-Wertung des Europacups und erreichte in der folgenden Saison mit dem 33. Platz im Skicross-Weltcup sein bestes Gesamtergebnis im Weltcup. In der Saison 2012/13 belegte er bei den Weltmeisterschaften 2013 in Voss den 12. Platz und errang in Grasgehren mit dem 12. Platz seine beste Platzierung im Weltcup. Dieses Ergebnis wiederholte er in der folgenden Saison in Val Thorens und fuhr bei den Olympischen Winterspielen 2014 in Sotschi auf den 21. Platz. Bei den Weltmeisterschaften im Januar 2015 am Kreischberg kam er auf den 33. Platz. Seinen 50. und damit letzten Weltcup absolvierte er im März 2016 in Arosa, welchen er auf dem 24. Platz beendete.

## Erfolge

### Olympische Spiele
- 2014 Sotschi: 21. Platz Skicross

### Weltmeisterschaften
- 2013 Voss: 12. Platz Skicross
- 2015 Kreischberg: 33. Platz Skicross

### Weltcupwertungen
| Saison  | Gesamt | Gesamt | Skicross | Skicross |
| Saison  | Platz  | Punkte | Platz    | Punkte   |
| ------- | ------ | ------ | -------- | -------- |
| 2011/12 | 122.   | 6      | 33.      | 59       |
| 2012/13 | 197.   | 4      | 40.      | 36       |
| 2013/14 | 165.   | 6      | 39.      | 61       |
| 2014/15 | 188.   | 2      | 43.      | 19       |
| 2015/16 | 244.   | 0,58   | 51.      | 7        |

### Europacup
- 1 Podestplatz

### Winter-Universiade
- Yabuli 2009: 9. Platz Skicross